# Gerencsér Ferenc
Gerencsér Ferenc (Szentkozmadombja, 1923. szeptember 8. – Szentkozmadombja, 1989. augusztus 28.): magyar cimbalomművész, cimbalomtanár. 

## Életútja
1947–1954 között a budapesti Liszt Ferenc Zeneművészeti Főiskolán Rácz Aladár cimbalomművész tanítványa volt. 1954-től a budapesti Bartók Béla Zeneművészeti Szakközépiskola tanáraként dolgozott; 1966-tól haláláig a Zeneművészeti Főiskola Zenetanárképző Intézete Budapesti Tagozatának tanára; 1973-tól a miskolci Zeneművészeti Szakközépiskolában és a Zenetanárképző Intézet miskolci tagozatán is tanított. Rendszeresen hangversenyezett. Szalai Józseffel közösen is fellépett. Cimbalomduójával járt Európa legtöbb országában. Több hanglemeze jelent meg Magyarországon, Franciaországban és az USA-ban.
Szeverényi Ilonával közösen Cimbalomiskolát jelentetett meg (Budapest, 1988). 